# Reutlingen
Reutlingen er en by i Tyskland i den sydlige del af delstaten Baden-Württemberg med omkring 110.000 indbyggere. Byen er sæde for en landkreis med samme navn.
Reutlingen har et universitet for praktisk forskning, som blev grundlagt i 1855, oprindelig som en væveskole.
Byen rummer strædet Spreuerhofstraße, som med en bredde på ned til 31 centimenter er den smalleste i verden.

## Geografi
Reutlingen ligger ved de Schwäbische Alb, og bliver derfor ofte kaldt Porten til Schwäbischen Alb (tysk: Das Tor zur Schwäbischen Alb).

## Historie
De første bosættelser i området menes at være opstået i 300- eller 400-tallet. Omkring år 1030 byggede grev Egino en borg på toppen af Achalm, et af de største bjerge ved Reutlingen (cirka 706 meter over havet). Et af tårnene på denne borg står stadig og er åben for turister. Navnet Reutlingen blev først brugt skriftligt i den såkaldte Bempflingentraktat (tysk: 'Bempflinger Vertrag), som er fra omkring 1089-1090.
Omkring 1180 fik Reutlingen markedsret og mellem 1220 og 1240 fik den bystatus og der blev bygget bymure og fæstningsværker. Kort tid efter, fra 1247-1343, blev byens landemærke, Marienkirche bygget.
Reutlingen var en by i det Tysk-Romerske rige og frigjorde sig fra hertugerne af Württemberg.
Byrådet i Reutlingen signerede Confessio Augustana i 1530 og konkordieformlen i 1580 (et nøgledokument for lutheranismen).
Den største katastrofe i Reutlingens histori skete i 1726 da en bybrand ødelagde 80 % af alle boliger og næsten alle offentlige bygninger. Branden som varede i 3 dage gjorde 1.200 mennesker hjemløse.
General Ferdinand Heim, som senere blev kaldt «Syndebukken fra Stalingrad» var født i Reutlingen.